# Шорников, Николай Анатольевич
Николай Анатольевич Шорников (10 декабря 1953 — 11 мая 1980) — советский военнослужащий, участник боевых действий на территории Республики Афганистан, Герой Советского Союза, заместитель командира по политической части 1-й мотострелковой роты 66-й Отдельной Краснознамённой ордена Ленина Выборгской мотострелковой бригады 40-й армии Краснознамённого Туркестанского военного округа — (ограниченный контингент советских войск в Демократической Республике Афганистан), старший лейтенант. Герой Советского Союза.

## Биография
Родился 10 декабря 1953 года в селе Марчиха Кемеровского района Кемеровской области в семье рабочего.
В скором времени родители переехали в посёлок Комиссарово, где Николай Шорников окончил среднюю школу (по другим данным — окончил школу в посёлке Кузбасский). Русский. Член КПСС с 1974 года.
В Советской Армии с 1971 года. В 1975 году окончил Новосибирское высшее военно-политическое общевойсковое училище имени 60-летия Великого Октября. Служил в Группе советских войск в Германии, в Краснознамённом Среднеазиатском военном округе. С 1979 года — в составе ограниченного контингента советских войск в Афганистане.
Был женат. Жена — Надежда Юрьевна.

## Подвиг

### Обстоятельства боя
Утром 11 мая 1980 года 1-й мотострелковый батальон 66-й омсбр был высажен с вертолётов и выполнял рейд в ущелье реки Печдара (западный приток реки Кунар) в провинции Кунар.
В окрестностях кишлака Хара 1-й мсб разделился на 2 группы. 2-я и 3-я мотострелковые роты в ходе поиска противника спустились вниз по ущелью.
1-я мотострелковая рота, усиленная 3 взводами (миномётным взводом десантно-штурмового батальона, миномётным взводом и гранатомётным взводом 1-го мсб) в количестве 84 человек, остаётся в арьергарде.
После того, как 2-я и 3-я мотострелковые роты, спустившиеся ниже до кишлака Бар-Кандай, увязли в боях, поступает команда 1-й мср подтягиваться к основным силам батальона.
В процессе выдвижения 1-й мср при приближении к населённому пункту Хара (через которую ранее проследовали 2-я и 3-я мср), рота попадает в организованную противником засаду и принимает бой.
В ходе неожиданного нападения противника Николай Шорников, прикрывая отход своих товарищей, израсходовал все патроны и подорвал окруживших его врагов последней гранатой. Похоронен в посёлке Комиссарово Кемеровской области.

## Звание Герой Советского Союза и память
Указом Президиума Верховного Совета СССР от 21 октября 1980 года за мужество и героизм, проявленные при оказании интернациональной помощи Демократической Республике Афганистан, старшему лейтенанту Шорникову Николаю Анатольевичу посмертно присвоено звание Героя Советского Союза.
Награждён орденом Ленина, медалями.
Навечно зачислен в списки курсантов 1-й роты Новосибирского высшего военно-политического общевойскового училища.
Именем Николая Шорникова названа школа в посёлке Кузбасский, которую он закончил, и улица в Кемерово. На территории, где находилась деревня, в которой родился Николай, в 2012 году установлен обелиск.